# Wilhelm Kegel
Wilhelm Ottmar Kegel (Breitscheid, 6 de maio de 1890 – Brasil, 15 de março de 1971) foi um geólogo e paleontólogo teuto-brasileiro que trabalhou com geologia regional na Alemanha e no Brasil. 
Foi o primeiro presidente da Sociedade Brasileira de Paleontologia, fundada em 1958.

## Vida
Wilhelm Ottmar Kegel nasceu em 1890. Era filho do professor Breitscheid Wilhelm Reinhard Kegel e sua esposa Bertha Lina Petry. Durante seus estudos, ele se tornou membro da Associação de Estudantes Alemães de Marburg.  Kegel recebeu seu doutorado em geografia pela Universidade de Göttingen em 1910 ("Die Größe der Schelfflächen auf Grund einer neuen Berechnung"). 
Trabalhou, de 1912 a 1939, no Geological Prussian State Institute,  onde ele, entre outras coisas, trabalhou na região de Lahn em causa ( teto de Giessen ).  Lá, ele continuou o trabalho de Johannes Ahlburg, que morreu no início de 1919. 
Em 1949, mudou-se para o Brasil, onde se tornou professor de geologia na Iniciativa Nacional para a formação de geólogos CAGE no Rio de Janeiro (Campanha Nacional de Formação de Geólogos) foi e geólogo no Departamento Nacional de Mineração (Departamento Nacional de Produção Mineral, DPNM )  . Wilhelm Kegel pesquisou a geologia e a tectônica, além de icnofósseis de invertebrados, do Nordeste do Brasil em particular.

## Prêmios
- Membro da Academia Brasileira de Ciências [6]
- 1958: Medalha Hans Stille
- 1965: Prêmio José Bonifácio de Andrada e Silva da Sociedade Brasileira de Geologia